# Йёргенсен, Матиас (футболист, 2000)
Матиас Йёргенсен (дат. Mathias Jørgensen; род. 20 сентября 2000, Хуннестед, Фредериксборг) — датский футболист, вингер клуба «Ольборг».

## Клубная карьера
Йёргенсен — воспитанник клубов «Хадестед», «Норшелланн» и «Оденсе». 18 апреля 2018 года в матче против «Раннерс» он дебютировал в датской Суперлиге в составе последних. 15 июля в поединке против «Веннсюсселя» Матиас забил свой первый гол за «Оденсе». В начале 2019 года Йёргенсен перешёл в американский Нью-Йорк Ред Буллз. Сумма трансфера составила 2,5 млн евро. 16 марта в матче против «Сан-Хосе Эртквейкс» он дебютировал в MLS.
В 2021 года Йёргенсен на правах аренды перешёл в «Орхус». 28 февраля в матче против «Копенгагена» он дебютировал за новую команду.
В начале 2022 года Йёргенсен вернулся на родину подписав контракт с клубом «Эсбьерг». 25 февраля в матче против «Фремад Амагер» он дебютировал в Первой лиге Дании. 31 марта в поединке против «Хобро» Матиас забил свой первый гол за «Эсбьерг». В начале 2024 года Йёргенсен перешёл в «Ольборг». 24 февраля в матче против «Сённерйюска» он дебютировал за новую команду. В этом же поединке Матиас забил свой первый гол за «Ольборг». По итогам сезона игрок помог клубу выйти в элиту.